# Boekholt (Straelen)
Boekholt ist eine Ortschaft der Stadt Straelen im Kreis Kleve im Nordwesten des Bundeslandes Nordrhein-Westfalen. Direkt westlich des Weilers liegt der Nachbarweiler Zand und nordwestlich liegt die Stadt Straelen.
An Boekholt führt die B 58 vorbei. Der Boekholter Weg ist die wichtigste Straße, die durch den Weiler führt. Außerdem führt durch Boekholt die Hauptfahrradroute von Straelen nach Wachtendonk.
Der Ort ist ländlich geprägt. Der Anbau von Gemüse, Blumen & Topfpflanzen wird durch die Nähe zur Erzeugergenossenschaft Landgard begünstigt. Neben dem Freilandanbau setzt man auch großflächig auf Gewächshäuser.